# Liste des powiats
La liste suivante montre tous les powiats (districts) de Pologne classés par ordre alphabétique.
Entre parenthèses la voïvodie dans laquelle le powiat se situe.
| Liste des voïvodies | Liste des voïvodies |
| ------------------- | ------------------- |
| DŚ                  | dolnośląskie        |
| KP                  | kujawsko-pomorskie  |
| LB                  | lubelskie           |
| LS                  | lubuskie            |
| ŁD                  | łódzkie             |
| MP                  | małopolskie         |
| MZ                  | mazowieckie         |
| OP                  | opolskie            |
| PK                  | podkarpackie        |
| PL                  | podlaskie           |
| PM                  | pomorskie           |
| ŚL                  | śląskie             |
| ŚK                  | świętokrzyskie      |
| WM                  | warmińsko-mazurskie |
| WP                  | wielkopolskie       |
| ZP                  | zachodniopomorskie  |

Aller à : 

Powiats-villes

Powiats

A B C D E G H I J K L Ł M N O P R S Ś T U W Z Ż

## Powiats-villes
- Biała Podlaska (LB)
- Białystok (PL)
- Bielsko-Biała (ŚL)
- Bydgoszcz (KP)
- Bytom (ŚL)
- Chełm (LB)
- Chorzów (ŚL)
- Cracovie (MP)
- Częstochowa (ŚL)
- Dąbrowa Górnicza (ŚL)
- Elbląg (WM)
- Gdańsk (PM)
- Gdynia (PM)
- Gliwice (ŚL)
- Gorzów Wielkopolski (LS)
- Grudziądz (KP)
- Jastrzębie-Zdrój (ŚL)
- Jaworzno (ŚL)
- Jelenia Góra (DŚ)
- Kalisz (WP)
- Katowice (ŚL)
- Kielce (ŚK)
- Konin (WP)
- Koszalin (ZP)
- Krosno (PK)
- Legnica (DŚ)
- Leszno (WP)
- Lublin (LB)
- Łomża (PL)
- Łódź (ŁD)
- Mysłowice (ŚL)
- Nowy Sącz (MP)
- Olsztyn (WM)
- Opole (OP)
- Ostrołęka (MZ)
- Piekary Śląskie (ŚL)
- Piotrków Trybunalski (ŁD)
- Płock (MZ)
- Poddębice (ŁD)
- Poznań (WP)
- Przemyśl (PK)
- Radom (MZ)
- Ruda Śląska (ŚL)
- Rybnik (ŚL)
- Rzeszów (PK)
- Siedlce (MZ)
- Siemianowice Śląskie (ŚL)
- Skierniewice (ŁD)
- Słupsk (PM)
- Sopot (PM)
- Sosnowiec (ŚL)
- Suwałki (PL)
- Szczecin (ZP)
- Świętochłowice (ŚL)
- Świnoujście (ZP)
- Tarnobrzeg (PK)
- Tarnów (MP)
- Toruń (KP)
- Tychy (ŚL)
- Varsovie (MZ)
- Wałbrzych (DŚ)
- Włocławek (KP)
- Wrocław (DŚ)
- Zabrze (ŚL)
- Zamość (LB)
- Zielona Góra (LS)
- Żory (ŚL)

## Powiats
Remarque : nom du powiat ⇒ nom de la ville principale du powiat

### A
- Powiat d'Aleksandrów Kujawski ⇒ Aleksandrów Kujawski (KP)
- Powiat d'Augustów ⇒ Augustów (PL)

### B
- Powiat de Bartoszyce ⇒ Bartoszyce (WM)
- Powiat de Bełchatów ⇒ Bełchatów (ŁD)
- Powiat de Będzin ⇒ Będzin (ŚL)
- Powiat de Biała Podlaska ⇒ Biała Podlaska (LB)
- Powiat de Białobrzegi ⇒ Białobrzegi (MZ)
- Powiat de Białogard ⇒ Białogard (ZP)
- Powiat de Białystok ⇒ Białystok (PL)
- Powiat de Bielsk Podlaski ⇒ Bielsk Podlaski (PL)
- Powiat de Bielsko-Biała ⇒ Bielsko-Biała (ŚL)
- Powiat de Bieruń-Lędziny ⇒ Bieruń (ŚL)
- Powiat des Bieszczady ⇒ Ustrzyki Dolne (PK)
- Powiat de Biłgoraj ⇒ Biłgoraj (LB)
- Powiat de Bochnia ⇒ Bochnia (MP)
- Powiat de Bolesławiec ⇒ Bolesławiec (DŚ)
- Powiat de Braniewo ⇒ Braniewo (WM)
- Powiat de Brodnica ⇒ Brodnica (KP)
- Powiat de Brzeg ⇒ Brzeg (OP)
- Powiat de Brzesko ⇒ Brzesko (MP)
- Powiat de Brzeziny ⇒ Brzeziny (ŁD)
- Powiat de Brzozów ⇒ Brzozów (PK)
- Powiat de Busko-Zdrój ⇒ Busko-Zdrój (ŚK)
- Powiat de Bydgoszcz ⇒ Bydgoszcz (KP)
- Powiat de Bytów ⇒ Bytów (PM)

### C
- Powiat de Chełmno ⇒ Chełmno (KP)
- Powiat de Chełm ⇒ Chełm (LB)
- Powiat de Chodzież ⇒ Chodzież (WP)
- Powiat de Chojnice ⇒ Chojnice (PM)
- Powiat de Choszczno ⇒ Choszczno (ZP)
- Powiat de Chrzanów ⇒ Chrzanów (MP)
- Powiat de Ciechanów ⇒ Ciechanów (MZ)
- Powiat de Cieszyn ⇒ Cieszyn (ŚL)
- Powiat de Cracovie ⇒ Cracovie (MP)
- Powiat de Czarnków-Trzcianka ⇒ Czarnków (WP)
- Powiat de Częstochowa ⇒ Częstochowa (ŚL)
- Powiat de Człuchów ⇒ Człuchów (PM)

### D
- Powiat de Dąbrowa ⇒ Dąbrowa Tarnowska (MP)
- Powiat de Dębica ⇒ Dębica (PK)
- Powiat de Drawsko Pomorskie ⇒ Drawsko Pomorskie (ZP)
- Powiat de Działdowo ⇒ Działdowo (WM)
- Powiat de Dzierżoniów ⇒ Dzierżoniów (DŚ)

### E
- Powiat d'Elbląg ⇒ Elbląg (WM)
- Powiat d'Ełk ⇒ Ełk (WM)

### G
- Powiat de Garwolin ⇒ Garwolin (MZ)
- Powiat de Gdańsk ⇒ Pruszcz Gdański (PM)
- Powiat de Giżycko ⇒ Giżycko (WM)
- Powiat de Gliwice ⇒ Gliwice (ŚL)
- Powiat de Głogów ⇒ Głogów (DŚ)
- Powiat de Głubczyce ⇒ Głubczyce (OP)
- Powiat de Gniezno ⇒ Gniezno (WP)
- Powiat de Goleniów ⇒ Goleniów (ZP)
- Powiat de Golub-Dobrzyń ⇒ Golub-Dobrzyń (KP)
- Powiat de Gołdap ⇒ Gołdap (WM)
- Powiat de Gorlice ⇒ Gorlice (MP)
- Powiat de Gorzów ⇒ Gorzów Wielkopolski (LS)
- Powiat de Gostynin ⇒ Gostynin (MZ)
- Powiat de Gostyń ⇒ Gostyń (WP)
- Powiat de Góra ⇒ Góra (DŚ)
- Powiat de Grajewo ⇒ Grajewo (PL)
- Powiat de Grodziski Mazowiecki ⇒ Grodzisk Mazowiecki (MZ)
- Powiat de Grodzisk Wielkopolski ⇒ Grodzisk Wielkopolski (WP)
- Powiat de Grójec ⇒ Grójec (MZ)
- Powiat de Grudziądz ⇒ Grudziądz (KP)
- Powiat de Gryfice ⇒ Gryfice (ZP)
- Powiat de Gryfino ⇒ Gryfino (ZP)

### H
- Powiat de Hajnówka ⇒ Hajnówka (PL)
- Powiat de Hrubieszów ⇒ Hrubieszów (LB)

### I
- Powiat d'Iława ⇒ Iława (WM)
- Powiat d'Inowrocław ⇒ Inowrocław (KP)

### J
- Powiat de Janów Lubelski ⇒ Janów Lubelski (LB)
- Powiat de Jarocin ⇒ Jarocin (WP)
- Powiat de Jarosław ⇒ Jarosław (PK)
- Powiat de Jasło ⇒ Jasło (PK)
- Powiat de Jawor ⇒ Jawor (DŚ)
- Powiat de Jelenia Góra ⇒ Jelenia Góra (DŚ)
- Powiat de Jędrzejów ⇒ Jędrzejów (ŚK)

### K
- Powiat de Kalisz ⇒ Kalisz (WP)
- Powiat de Kamienna Góra ⇒ Kamienna Góra (DŚ)
- Powiat de Kamień Pomorski ⇒ Kamień Pomorski (ZP)
- Powiat de Kartuzy ⇒ Kartuzy (PM)
- Powiat de Kazimierza Wielka ⇒ Kazimierza Wielka (ŚK)
- Powiat de Kędzierzyn-Koźle ⇒ Kędzierzyn-Koźle (OP)
- Powiat de Kępno ⇒ Kępno (WP)
- Powiat de Kętrzyn ⇒ Kętrzyn (WM)
- Powiat de Kielce ⇒ Kielce (ŚK)
- Powiat de Kluczbork ⇒ Kluczbork (OP)
- Powiat de Kłobuck ⇒ Kłobuck (ŚL)
- Powiat de Kłodzko ⇒ Kłodzko (DŚ)
- Powiat de Kolbuszowa ⇒ Kolbuszowa (PK)
- Powiat de Kolno ⇒ Kolno (PL)
- Powiat de Koło ⇒ Koło (WP)
- Powiat de Kołobrzeg ⇒ Kołobrzeg (ZP)
- Powiat de Końskie ⇒ Końskie (ŚK)
- Powiat de Konin ⇒ Konin (WP)
- Powiat de Koszalin ⇒ Koszalin (ZP)
- Powiat de Kościan ⇒ Kościan (WP)
- Powiat de Kościerzyna ⇒ Kościerzyna (PM)
- Powiat de Kozienice ⇒ Kozienice (MZ)
- Powiat de Krapkowice ⇒ Krapkowice (OP)
- Powiat de Krasnystaw ⇒ Krasnystaw (LB)
- Powiat de Kraśnik ⇒ Kraśnik (LB)
- Powiat de Krosno ⇒ Krosno (PK)
- Powiat de Krosno Odrzańskie ⇒ Krosno Odrzańskie (LS)
- Powiat de Krotoszyn ⇒ Krotoszyn (WP)
- Powiat de Kutno ⇒ Kutno (ŁD)
- Powiat de Kwidzyn ⇒ Kwidzyn (PM)

### L
- Powiat de Legionowo ⇒ Legionowo (MZ)
- Powiat de Legnica ⇒ Legnica (DŚ)
- Powiat de Lesko ⇒ Lesko (PK)
- Powiat de Leszno ⇒ Leszno (WP)
- Powiat de Leżajsk ⇒ Leżajsk (PK)
- Powiat de Lębork ⇒ Lębork (PM)
- Powiat de Lidzbark Warmiński ⇒ Lidzbark Warmiński (WM)
- Powiat de Limanowa ⇒ Limanowa (MP)
- Powiat de Lipno ⇒ Lipno (KP)
- Powiat de Lipsko ⇒ Lipsko (MZ)
- Powiat de Lubaczów ⇒ Lubaczów (PK)
- Powiat de Lubań ⇒ Lubań (DŚ)
- Powiat de Lubartów ⇒ Lubartów (LB)
- Powiat de Lublin ⇒ Lublin (LB)
- Powiat de Lubin ⇒ Lubin (DŚ)
- Powiat de Lubliniec ⇒ Lubliniec (ŚL)
- Powiat de Lwówek Śląski ⇒ Lwówek Śląski (DŚ)

### Ł
- Powiat de Łańcut ⇒ Łańcut (PK)
- Powiat de Łask ⇒ Łask (ŁD)
- Powiat de Łęczyca ⇒ Łęczyca (ŁD)
- Powiat de Łęczna ⇒ Łęczna (LB)
- Powiat de Łobez ⇒ Łobez (ZP)
- Powiat de Łomża ⇒ Łomża (PL)
- Powiat de Łosice ⇒ Łosice (MZ)
- Powiat de Łowicz ⇒ Łowicz (ŁD)
- Powiat de Łódź-est ⇒ Łódź (ŁD)
- Powiat de Łuków ⇒ Łuków (LB)

### M
- Powiat de Maków Mazowiecki ⇒ Maków Mazowiecki (MZ)
- Powiat de Malbork ⇒ Malbork (PM)
- Powiat de Miechów ⇒ Miechów (MP)
- Powiat de Mielec ⇒ Mielec (PK)
- Powiat de Międzychód ⇒ Międzychód (WP)
- Powiat de Międzyrzecz ⇒ Międzyrzecz (LS)
- Powiat de Mikołów ⇒ Mikołów (ŚL)
- Powiat de Milicz ⇒ Milicz (DŚ)
- Powiat de Mińsk Mazowiecki ⇒ Mińsk Mazowiecki (MZ)
- Powiat de Mława ⇒ Mława (MZ)
- Powiat de Mogilno ⇒ Mogilno (KP)
- Powiat de Mońki ⇒ Mońki (PL)
- Powiat de Mrągowo ⇒ Mrągowo (WM)
- Powiat de Myszków ⇒ Myszków (ŚL)
- Powiat de Myślenice ⇒ Myślenice (MP)
- Powiat de Myślibórz ⇒ Myślibórz (ZP)

### N
- Powiat de Nakło nad Notecią ⇒ Nakło nad Notecią (KP)
- Powiat de Namysłów ⇒ Namysłów (OP)
- Powiat de Nidzica ⇒ Nidzica (WM)
- Powiat de Nisko ⇒ Nisko (PK)
- Powiat de Nowy Dwór Gdański ⇒ Nowy Dwór Gdański (PM)
- Powiat de Nowy Dwór Mazowiecki ⇒ Nowy Dwór Mazowiecki (MZ)
- Powiat de Nowe Miasto Lubawskie ⇒ Nowe Miasto Lubawskie (WM)
- Powiat de Nowy Sącz ⇒ Nowy Sącz (MP)
- Powiat de Nowa Sól ⇒ Nowa Sól (LS)
- Powiat de Nowy Targ ⇒ Nowy Targ (MP)
- Powiat de Nowy Tomyśl ⇒ Nowy Tomyśl (WP)
- Powiat de Nysa ⇒ Nysa (OP)

### O
- Powiat d'Oborniki ⇒ Oborniki (WP)
- Powiat d'Olecko ⇒ Olecko (WM)
- Powiat d'Olesno ⇒ Olesno (OP)
- Powiat d'Oleśnica ⇒ Oleśnica (DŚ)
- Powiat d'Olkusz ⇒ Olkusz (MP)
- Powiat d'Olsztyn ⇒ Olsztyn (WM)
- Powiat d'Oława ⇒ Oława (DŚ)
- Powiat d'Opatów ⇒ Opatów (ŚK)
- Powiat d'Opoczno ⇒ Opoczno (ŁD)
- Powiat d'Opole ⇒ Opole (OP)
- Powiat d'Opole Lubelskie ⇒ Opole Lubelskie (LB)
- Powiat d'Ostrołęka ⇒ Ostrołęka (MZ)
- Powiat d'Ostrowiec Świętokrzyski ⇒ Ostrowiec Świętokrzyski (ŚK)
- Powiat d'Ostrów Mazowiecka ⇒ Ostrów Mazowiecka (MZ)
- Powiat d'Ostrów Wielkopolski ⇒ Ostrów Wielkopolski (WP)
- Powiat d'Ostróda ⇒ Ostróda (WM)
- Powiat d'Ostrzeszów ⇒ Ostrzeszów (WP)
- Powiat d'Oświęcim ⇒ Oświęcim (MP)
- Powiat d'Otwock ⇒ Otwock (MZ)

### P
- Powiat de Pabianice ⇒ Pabianice (ŁD)
- Powiat de Pajęczno ⇒ Pajęczno (ŁD)
- Powiat de Parczew ⇒ Parczew (LB)
- Powiat de Piaseczno ⇒ Piaseczno (MZ)
- Powiat de Piła ⇒ Piła (WP)
- Powiat de Pińczów ⇒ Pińczów (ŚK)
- Powiat de Piotrków Trybunalski ⇒ Piotrków Trybunalski (ŁD)
- Powiat de Pisz ⇒ Pisz (WM)
- Powiat de Pleszew ⇒ Pleszew (WP)
- Powiat de Płock ⇒ Płock (MZ)
- Powiat de Płońsk ⇒ Płońsk (MZ)
- Powiat de Poddębice ⇒ Poddębice (ŁD)
- Powiat de Police ⇒ Police (ZP)
- Powiat de Polkowice ⇒ Polkowice (DŚ)
- Powiat de Poznań ⇒ Poznań (WP)
- Powiat de Proszowice ⇒ Proszowice (MP)
- Powiat de Prudnik ⇒ Prudnik (OP)
- Powiat de Pruszków ⇒ Pruszków (MZ)
- Powiat de Przasnysz ⇒ Przasnysz (MZ)
- Powiat de Przemyśl ⇒ Przemyśl (PK)
- Powiat de Przeworsk ⇒ Przeworsk (PK)
- Powiat de Przysucha ⇒ Przysucha (MZ)
- Powiat de Pszczyna ⇒ Pszczyna (ŚL)
- Powiat de Puck ⇒ Puck (PM)
- Powiat de Puławy ⇒ Puławy (LB)
- Powiat de Pułtusk ⇒ Pułtusk (MZ)
- Powiat de Pyrzyce ⇒ Pyrzyce (ZP)

### R
- Powiat de Racibórz ⇒ Racibórz (ŚL)
- Powiat de Radom ⇒ Radom (MZ)
- Powiat de Radomsko ⇒ Radomsko (ŁD)
- Powiat de Radziejów ⇒ Radziejów (KP)
- Powiat de Radzyń Podlaski ⇒ Radzyń Podlaski (LB)
- Powiat de Rawicz ⇒ Rawicz (WP)
- Powiat de Rawa Mazowiecka ⇒ Rawa Mazowiecka (ŁD)
- Powiat de Ropczyce-Sędziszów ⇒ Ropczyce (PK)
- Powiat de Rybnik ⇒ Rybnik (ŚL)
- Powiat de Ryki ⇒ Ryki (LB)
- Powiat de Rypin ⇒ Rypin (KP)
- Powiat de Rzeszów ⇒ Rzeszów (PK)

### S
- Powiat de Sandomierz ⇒ Sandomierz (ŚK)
- Powiat de Sanok ⇒ Sanok (PK)
- Powiat de Sejny ⇒ Sejny (PL)
- Powiat de Sępólno ⇒ Sępólno Krajeńskie (KP)
- Powiat de Siedlce ⇒ Siedlce (MZ)
- Powiat de Siemiatycze ⇒ Siemiatycze (PL)
- Powiat de Sieradz ⇒ Sieradz (ŁD)
- Powiat de Sierpc ⇒ Sierpc (MZ)
- Powiat de Skarżysko-Kamienna ⇒ Skarżysko-Kamienna (ŚK)
- Powiat de Skierniewice ⇒ Skierniewice (ŁD)
- Powiat de Sławno ⇒ Sławno (ZP)
- Powiat de Słubice ⇒ Słubice (LS)
- Powiat de Słupca ⇒ Słupca (WP)
- Powiat de Słupsk ⇒ Słupsk (PM)
- Powiat de Sochaczew ⇒ Sochaczew (MZ)
- Powiat de Sokołów Podlaski ⇒ Sokołów Podlaski (MZ)
- Powiat de Sokółka ⇒ Sokółka (PL)
- Powiat de Stalowa Wola ⇒ Stalowa Wola (PK)
- Powiat de Starachowice ⇒ Starachowice (ŚK)
- Powiat de Stargard Szczeciński ⇒ Stargard Szczeciński (ZP)
- Powiat de Starogard Gdański ⇒ Starogard Gdański (PM)
- Powiat de Staszów ⇒ Staszów (ŚK)
- Powiat de Strzelce Opolskie ⇒ Strzelce Opolskie (OP)
- Powiat de Strzelce Krajeńskie ⇒ Strzelce Krajeńskie (LS)
- Powiat de Strzelin ⇒ Strzelin (DŚ)
- Powiat de Strzyżów ⇒ Strzyżów (PK)
- Powiat de Sulęcin ⇒ Sulęcin (LS)
- Powiat de Sucha ⇒ Sucha Beskidzka (MP)
- Powiat de Suwałki ⇒ Suwałki (PL)
- Powiat de Szamotuły ⇒ Szamotuły (WP)
- Powiat de Szczecinek ⇒ Szczecinek (ZP)
- Powiat de Szczytno ⇒ Szczytno (WM)
- Powiat de Sztum ⇒ Sztum (PM)
- Powiat de Szydłowiec ⇒ Szydłowiec (MZ)

### Ś
- Powiat de Środa Śląska ⇒ Środa Śląska (DŚ)
- Powiat de Środa Wielkopolska ⇒ Środa Wielkopolska (WP)
- Powiat de Śrem ⇒ Śrem (WP)
- Powiat de Świdnica ⇒ Świdnica (DŚ)
- Powiat de Świdnik ⇒ Świdnik (LB)
- Powiat de Świdwin ⇒ Świdwin (ZP)
- Powiat de Świebodzin ⇒ Świebodzin (LS)
- Powiat de Świecie ⇒ Świecie (KP)

### T
- Powiat de Tarnobrzeg ⇒ Tarnobrzeg (PK)
- Powiat de Tarnowskie Góry ⇒ Tarnowskie Góry (ŚL)
- Powiat de Tarnów ⇒ Tarnów (MP)
- Powiat des Tatras ⇒ Zakopane (MP)
- Powiat de Tczew ⇒ Tczew (PM)
- Powiat de Tomaszów Lubelski ⇒ Tomaszów Lubelski (LB)
- Powiat de Tomaszów Mazowiecki ⇒ Tomaszów Mazowiecki (ŁD)
- Powiat de Toruń ⇒ Toruń (KP)
- Powiat de Trzebnica ⇒ Trzebnica (DŚ)
- Powiat de Tuchola ⇒ Tuchola (KP)
- Powiat de Turek ⇒ Turek (WP)

### W
- Powiat de Wadowice ⇒ Wadowice (MP)
- Powiat de Wałbrzych ⇒ Wałbrzych (DŚ)
- Powiat de Wałcz ⇒ Wałcz (ZP)
- Powiat de Warszawa (Varsovie) ⇒ Varsovie (MZ)
- Powiat de Varsovie-ouest ⇒ Ożarów Mazowiecki (MZ)
- Powiat de Wąbrzeźno ⇒ Wąbrzeźno (KP)
- Powiat de Wągrowiec ⇒ Wągrowiec (WP)
- Powiat de Wejherowo ⇒ Wejherowo (PM)
- Powiat de Węgorzewo ⇒ Węgorzewo (WM)
- Powiat de Węgrów ⇒ Węgrów (MZ)
- Powiat de Wieliczka ⇒ Wieliczka (MP)
- Powiat de Wieluń ⇒ Wieluń (ŁD)
- Powiat de Wieruszów ⇒ Wieruszów (ŁD)
- Powiat de Włocławek ⇒ Włocławek (KP)
- Powiat de Włodawa ⇒ Włodawa (LB)
- Powiat de Włoszczowa ⇒ Włoszczowa (ŚK)
- Powiat de Wodzisław ⇒ Wodzisław Śląski (ŚL)
- Powiat de Wolsztyn ⇒ Wolsztyn (WP)
- Powiat de Wołomin ⇒ Wołomin (MZ)
- Powiat de Wołów ⇒ Wołów (DŚ)
- Powiat de Wrocław ⇒ Wrocław (DŚ)
- Powiat de Września ⇒ Września (WP)
- Powiat de Wschowa ⇒ Wschowa (LS)
- Powiat de Wysokie Mazowieckie ⇒ Wysokie Mazowieckie (PL)
- Powiat de Wyszków ⇒ Wyszków (MZ)

### Z
- Powiat de Zambrów ⇒ Zambrów (PL)
- Powiat de Zamość ⇒ Zamość (LB)
- Powiat de Zawiercie ⇒ Zawiercie (ŚL)
- Powiat de Ząbkowice Śląskie ⇒ Ząbkowice Śląskie (DŚ)
- Powiat de Zduńska Wola ⇒ Zduńska Wola (ŁD)
- Powiat de Zgierz ⇒ Zgierz (ŁD)
- Powiat de Zgorzelec ⇒ Zgorzelec (DŚ)
- Powiat de Zielona Góra ⇒ Zielona Góra (LS)
- Powiat de Złotoryja ⇒ Złotoryja (DŚ)
- Powiat de Złotów ⇒ Złotów (WP)
- Powiat de Zwoleń ⇒ Zwoleń (MZ)

### Ż

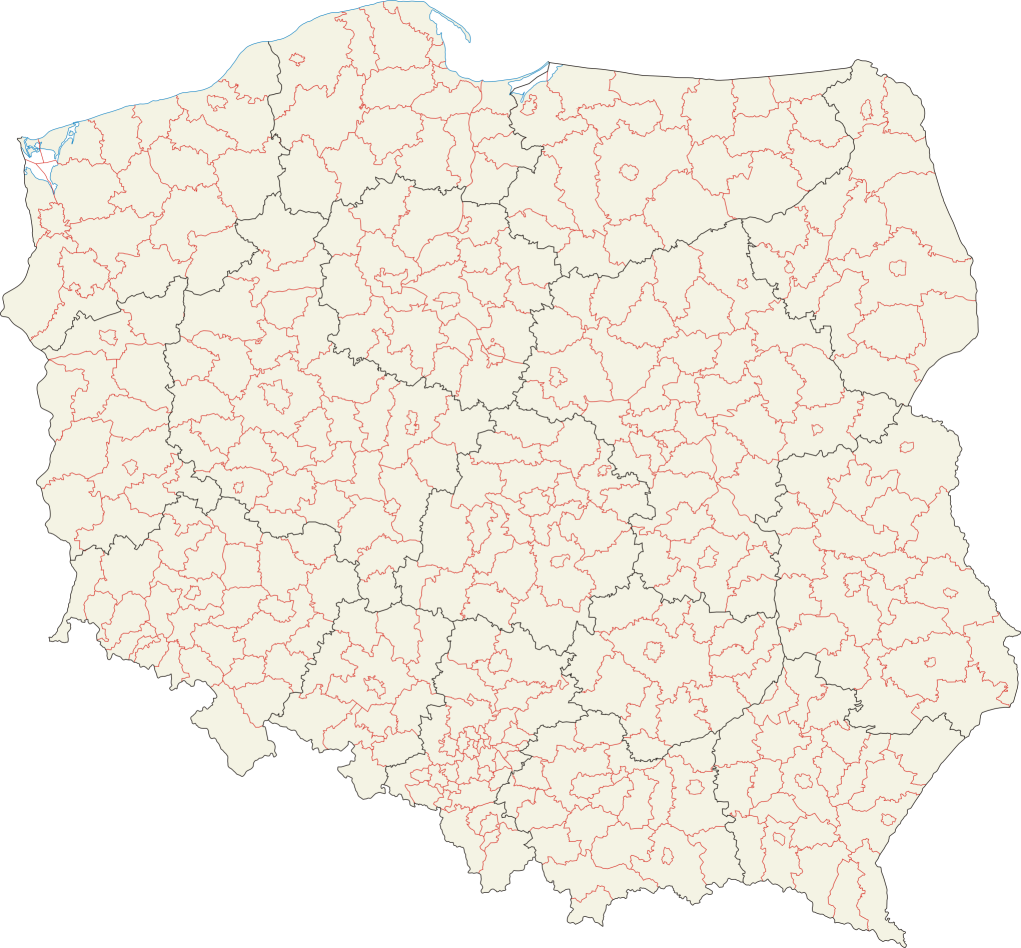
Powiats en Pologne

- Powiat de Żagań ⇒ Żagań (LS)
- Powiat de Żary ⇒ Żary (LS)
- Powiat de Żnin ⇒ Żnin (KP)
- Powiat de Żuromin ⇒ Żuromin (MZ)
- Powiat de Żyrardów ⇒ Żyrardów (MZ)
- Powiat de Żywiec ⇒ Żywiec (ŚL)